# Meunasah Pulo Dolang
Meunasah Pulo Dolang is een bestuurslaag in het regentschap Aceh Utara van de provincie Atjeh, Indonesië. Meunasah Pulo Dolang telt 174 inwoners (volkstelling 2010).